# Chuột sóc Nhật Bản
Glirulus japonicus là một loài động vật có vú trong họ Gliridae, bộ Gặm nhấm. Loài này được Schinz mô tả năm 1845.

## Hình ảnh

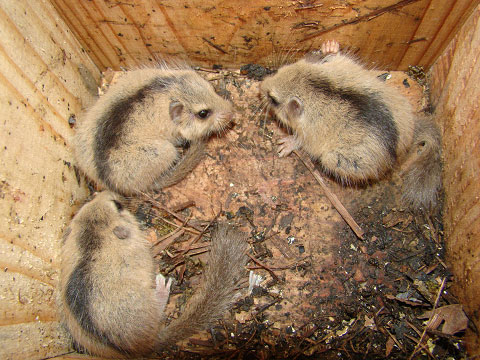
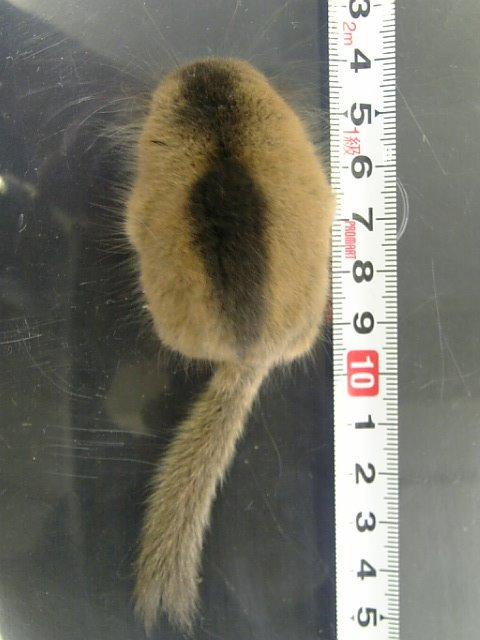
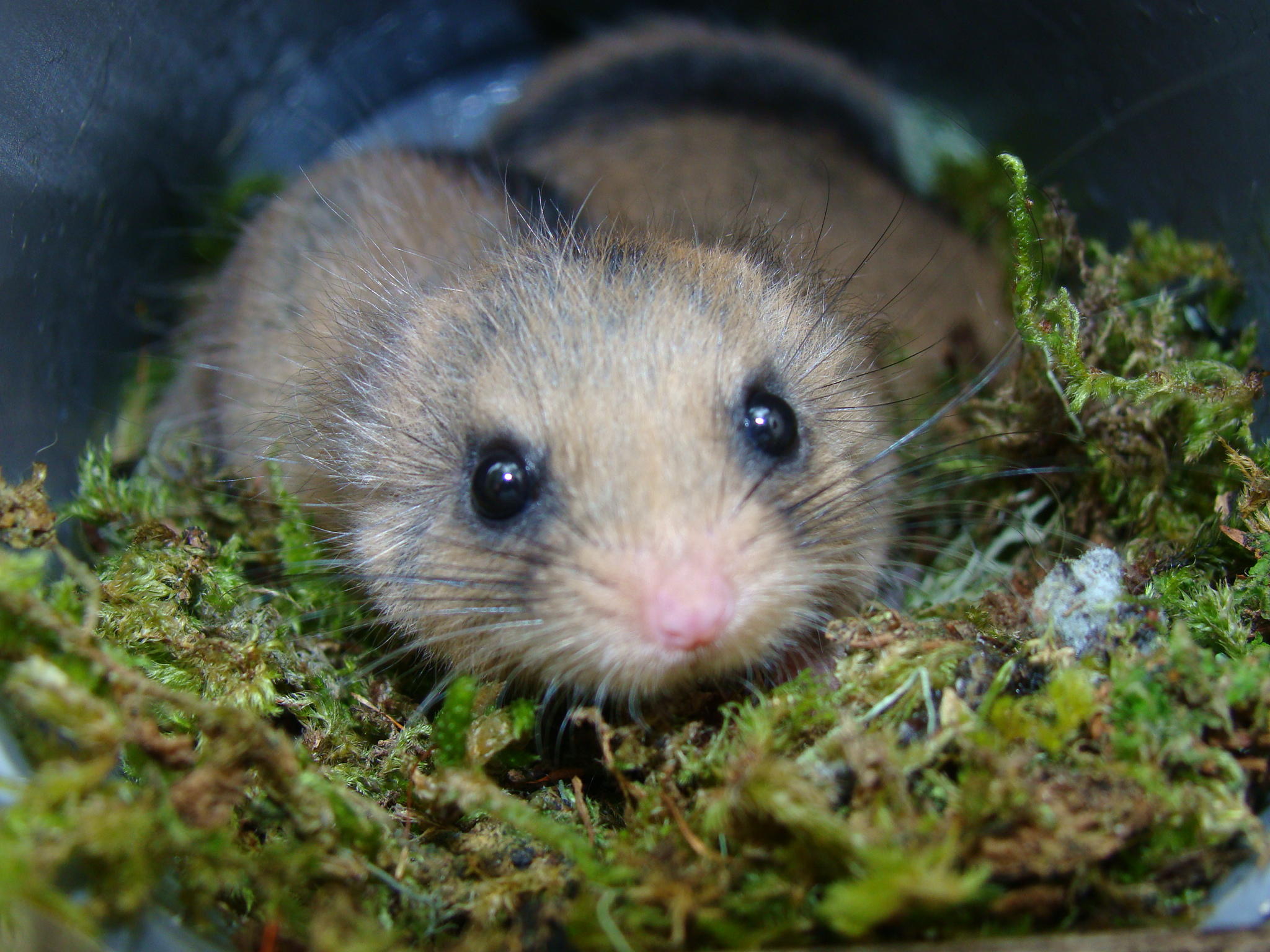
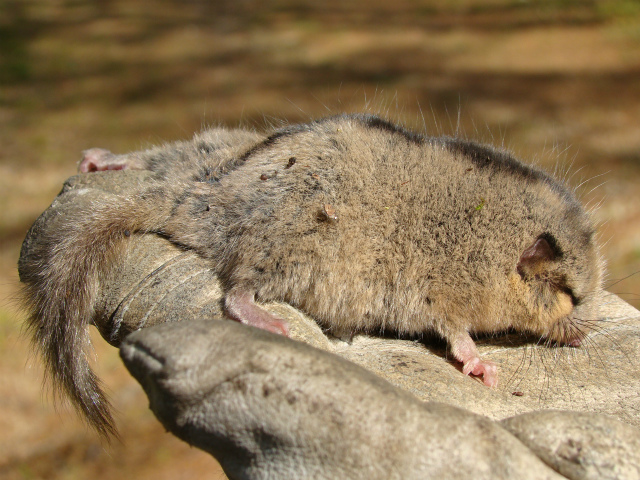